# Alte Inselkirche (Baltrum)

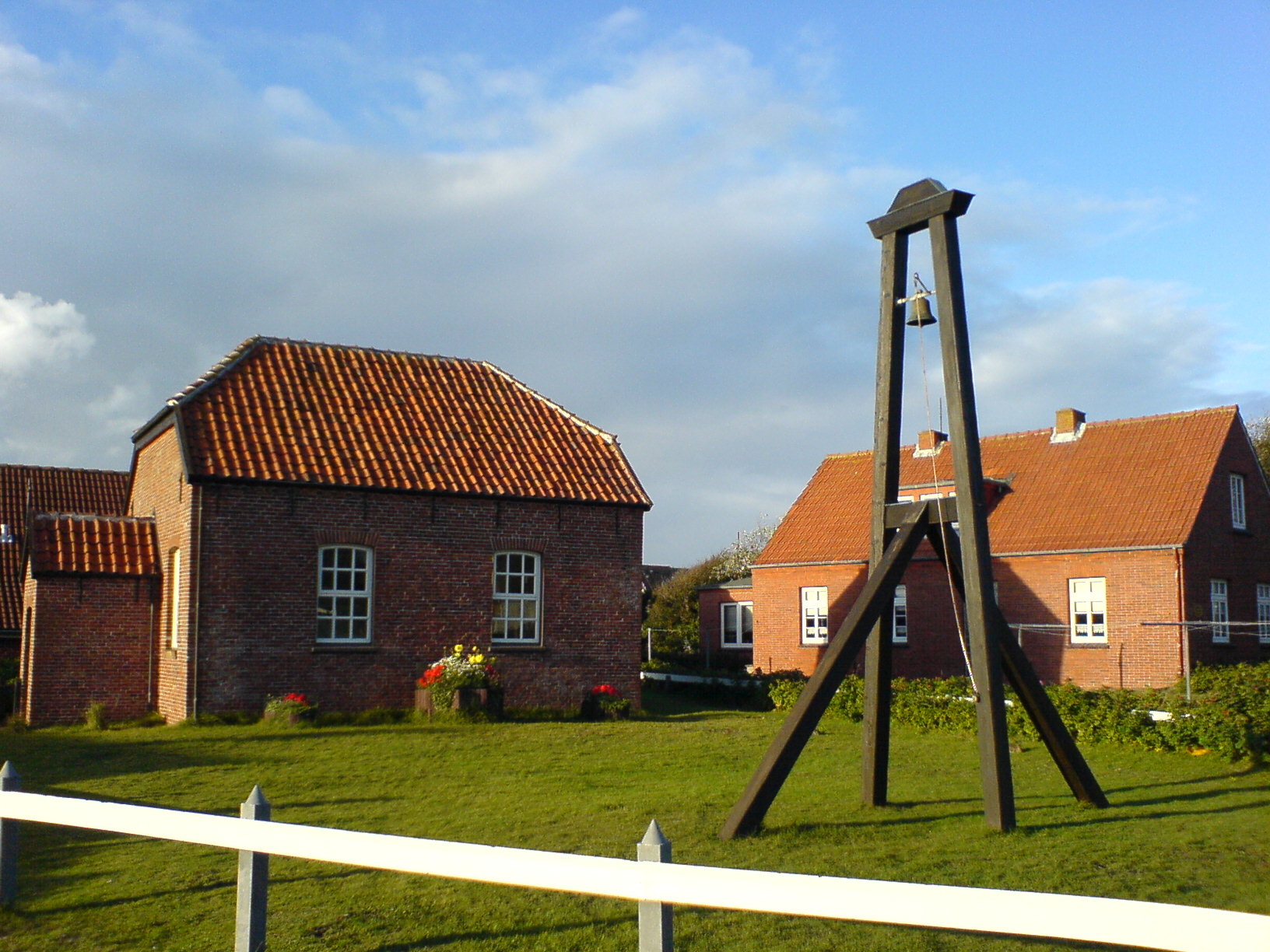
Alte Inselkirche

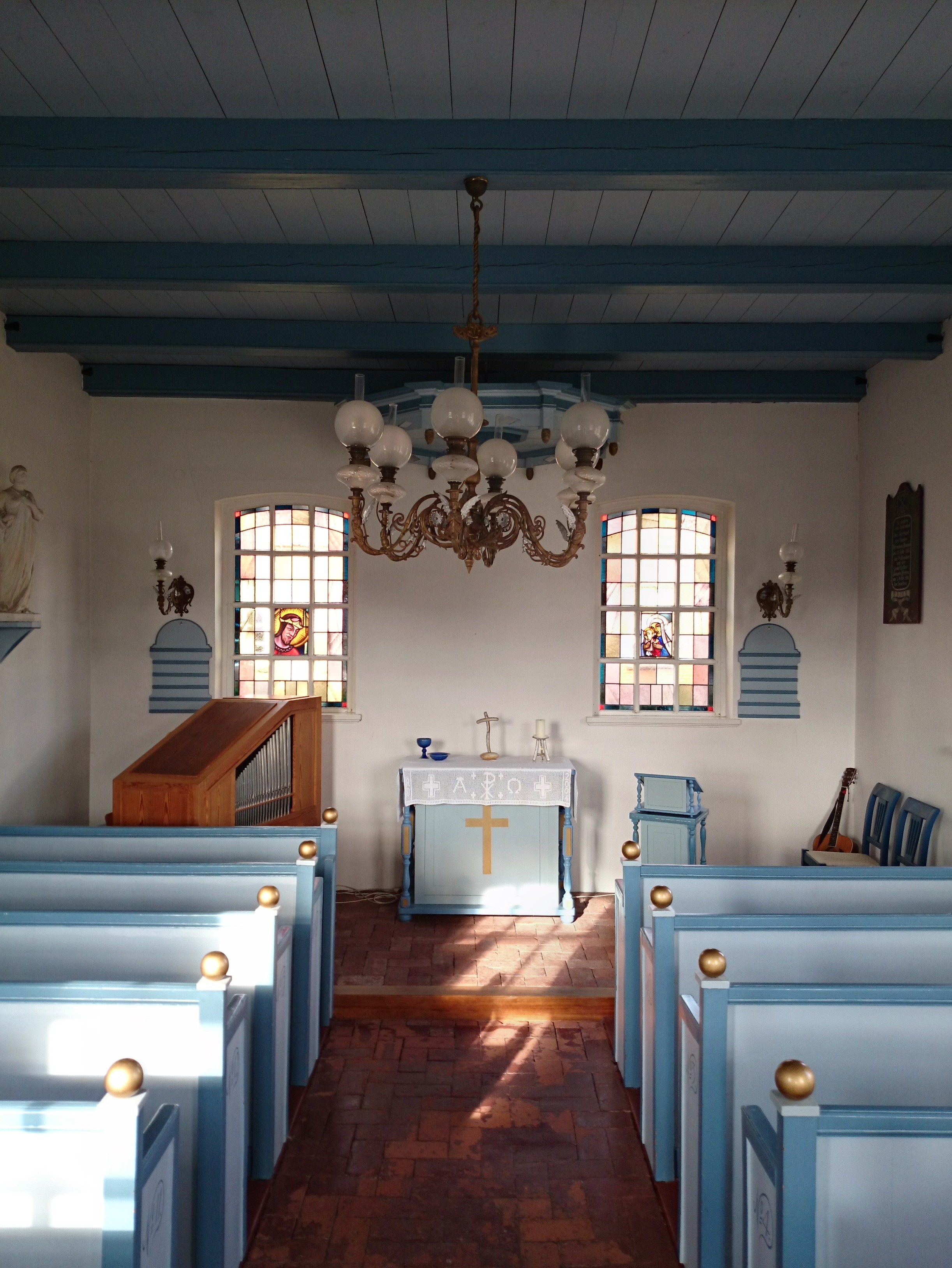
Innenansicht

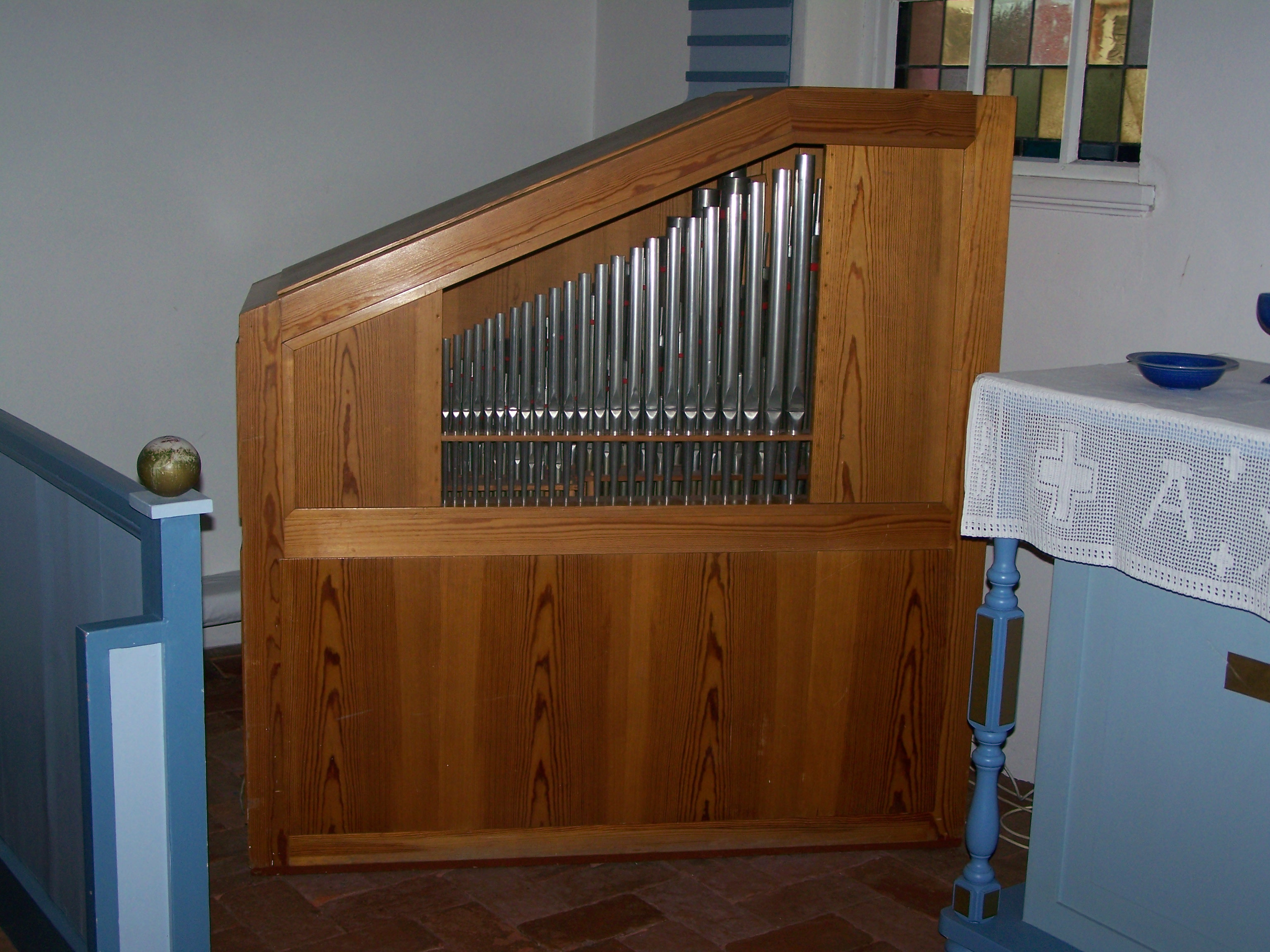
Orgel

Die evangelisch-lutherische Alte Inselkirche wurde 1826 auf der ostfriesischen Insel Baltrum errichtet. Sie ist das zweitälteste erhaltene Gotteshaus auf einer ostfriesischen Insel.

## Geschichte
Die Alte Inselkirche ist mindestens die fünfte auf der Insel. Dies ist zum Teil mit der Wanderung der Insel zu erklären, die im Laufe der Jahrhunderte immer weiter in Richtung Osten wanderte, so dass Inseldorf und Kirche immer wieder verlegt werden mussten. Das älteste bekannte Gotteshaus wird 1736 als baufällig bezeichnet. Im Jahre 1746 wurde es bei einer Sturmflut schwer beschädigt und im folgenden Jahr abgebrochen. Sieben Jahre später wurde östlich der damaligen Siedlung eine neue Kirche errichtet, die 1808 wegen der Inselwanderung aufgegeben wurde. Heute befindet sich der ehemalige Standort dieser Kirche auf dem Strand der Nachbarinsel Norderney. Als Ersatz für diesen Bau wurde bereits 1800 eine neue Kirche errichtet, die 1825 bei einer verheerenden Sturmflut zerstört wurde.
Im Jahre 1826 wurde schließlich die heutige Kirche errichtet, die etwa 50 Personen Platz bietet. Das Geläut befindet sich in einem einfachen Holzgerüst neben der Kirche. Die Glocke von 1768 stammt von einem holländischen Segelschiff, das vor Baltrum strandete. Der Glockenstuhl gilt als Wahrzeichen der Insel.
Für die zahlreichen Gäste der Insel wurde in den Jahren 1929/30 die neue Große evangelisch-lutherische Inselkirche erbaut.
Die Alte Inselkirche wird – nach zwischenzeitlicher Nutzung als katholische Kirche und Leichenhalle – nur mehr für Trauungen und Taufen, montags und freitags für Abendandachten sowie für kulturelle Veranstaltungen genutzt.

## Ausstattung
Die Ausstattung ist zum Teil älter als die Kirche. Zum Altargerät gehört ein Kelch, den Katharina von Schweden, Gemahlin des ostfriesischen Grafen Edzard II. zwischen 1559 und 1599 stiftete.
Die Orgel, ein Orgelpositiv  mit 196 Pfeifen, davon zwölf aus Holz, befindet sich seit dem 2. Oktober 2004 nach einer Generalüberholung durch den Orgelbauer Martin ter Haseborg in der Kirche. Das Instrument stand zuvor seit 1968 in der Friedhofskapelle in der Auricher Straße in Emden. Erbaut wurde es 1950 von Hermann Hillebrand.